# Platyrrhinus umbratus
Platyrrhinus umbratus — вид родини листконосові (Phyllostomidae), ссавець ряду лиликоподібні (Vespertilioniformes, seu Chiroptera).

## Середовище проживання
Країни проживання: Колумбія, Венесуела.

## Звички
Немає інформації про середовище проживання та екологію.

## Загрози та охорона
Не відомо.